# Costante di Stefan-Boltzmann
La costante di Stefan-Boltzmann (o costante di Stefan) è una costante fisica denotata con la lettera greca σ, e che rappresenta la costante di proporzionalità nella legge di Stefan-Boltzmann: l'energia totale irradiata al secondo per unità di superficie (detta emittanza) di un corpo nero è proporzionale alla quarta potenza della temperatura assoluta.

## Valore
Il valore della costante {\displaystyle \sigma }, raccomandato da CODATA 2022, è:
{\displaystyle 5{,}670374419...\cdot 10^{-8}\mathrm {\ {\frac {W}{m^{2}\cdot K^{4}}}} }
Il valore raccomandato da CODATA è calcolato a partire dalla misura della costante dei gas e dal numero di Avogadro:
{\displaystyle \sigma ={\frac {2\pi ^{5}R^{4}}{15h^{3}c^{2}N_{\rm {A}}^{4}}}\left(={\frac {32\pi ^{5}hR^{4}R_{\infty }^{4}}{15A_{\rm {r}}^{4}({\rm {e}})M_{\rm {u}}^{4}c^{6}\alpha ^{8}}}\right)}
dove:
- {\displaystyle R} è la costante dei gas,
- {\displaystyle N_{A}} è il numero di Avogadro,
- {\displaystyle R_{\infty }} è la costante di Rydberg,
- {\displaystyle A_{r}(e)} è la massa atomica relativa dell'elettrone,
- {\displaystyle M_{u}} è la costante di massa molare (che per definizione vale 1 g/mol),
- {\displaystyle \alpha } è la costante di struttura fine.

Il valore è derivabile sia per via analitica che per via sperimentale. Il valore di {\displaystyle \sigma } può essere definito in termini della costante di Boltzmann {\displaystyle k_{\mathrm {B} }} come:
{\displaystyle \sigma ={\frac {2\pi ^{5}k_{\mathrm {B} }^{4}}{15h^{3}c^{2}}}={\frac {\pi ^{2}k_{\mathrm {B} }^{4}}{60\hbar ^{3}c^{2}}},}
dove:
- {\displaystyle h} è la costante di Planck,
- {\displaystyle \hbar =h/2\pi } è la costante di Planck ridotta,
- {\displaystyle c} è la velocità della luce nel vuoto.

## Storia
La legge fu scoperta sperimentalmente da Josef Stefan nel 1879 e in seguito spiegata teoricamente per la prima volta da Ludwig Boltzmann nel 1884. Nella trattazione contemporanea è ricondotta alla legge di Planck, integrando su tutte le lunghezze d'onda ad una data temperatura. La costante di Stefan-Boltzmann può essere utilizzata per misurare la quantità di calore che viene emessa da un corpo nero, che assorbe tutta l'energia radiante che lo colpisce ed emette tutta l'energia radiante (assorbività = 1, emissività = 1).

## Costante di radiazione
Una costante correlata è la costante di radiazione a (o costante di densità di radiazione), che è data da:
{\displaystyle a={\frac {4\sigma }{c}}=7{,}5657\times 10^{-16}\,{\textrm {J}}\,{\textrm {m}}^{-3}\,{\textrm {K}}^{-4}.}